# Eugenia anomala
Eugenia anomala är en myrtenväxtart som beskrevs av Carlos Maria Diego Enrique Legrand. Eugenia anomala ingår i släktet Eugenia och familjen myrtenväxter. Inga underarter finns listade i Catalogue of Life.